# Majdan-Sielec
Majdan-Sielec – kolonia w Polsce, położona w województwie lubelskim, w powiecie tomaszowskim, w gminie Krynice.
| SIMC    | Nazwa     | Rodzaj        |
| ------- | --------- | ------------- |
| 0891890 | Karolówka | część kolonii |
| 0891909 | Majdanek  | część kolonii |

W latach 1975–1998 miejscowość administracyjnie należała do województwa zamojskiego.
Kolonia jest sołectwem w gminie Krynice. Według Narodowego Spisu Powszechnego z roku 2011 kolonia liczyła 231 mieszkańców.
Wierni Kościoła rzymskokatolickiego należą do parafii Wniebowzięcia Najświętszej Maryi Panny w Dzierążni.